# Мартин Цяплинський
Мартин Цяплинський, Осорія (бл. 1802-1810, фільв. Крупово або Цяшейково, зараз Зельвенський район - 3 серпня 1847; Псевдонім: Ossoryja) - поет, фольклорист. Випускник Варшавського кадетського корпусу. За участь у повстанні 1830-1831 років був засланий на Кавказ (1831-1833), після важкого поранення був відправлений на батьківщину. Почав друкуватися з 1837, писав польською мовою.
Свої романтичні віршовані твори й переклади публікував у віленьскому альманасі «Biruta» («Бірута»), журналах «Athenaeum» («Атенеум»), «Wizerunki i roztrząsania naukowe» («Наукові огляди та роздуми")
У томик альманаху «Biruta» за 1837 рік він розміщує переклади чеських та українських народних пісень, а за 1838 - «Сербську баладу» і баладу «Українець». У 1840-их роках видавав у Варшаві журнал «Snopek Nadwiślanski"
Крім того, він є автором повістей «Кадет» (Snopek Nadwiślański, 1844, 13.III), «Щось тут собакою смердить» (Athenaeum, 1846, № 3).
Збирав і використовував у своїй творчості білоруські перекази, пісні, приказки, прислів'я. Підготовлено до друку 3 томи «Поезії», які залишилися в рукописі (незнайдений).
Планував організувати видання альманаху «Надніманський Снопик» («Snopek Nadniemeński»